# NGC 1025
NGC 1025 est une galaxie spirale barrée située dans la constellation de l'Horloge. NGC 1025 a été découverte par l'astronome britannique John Herschel en 1836.

## Caractéristiques
Sa vitesse par rapport au fond diffus cosmologique est de 6 350 ± 45 km/s, ce qui correspond à une distance de Hubble de 93,7 ± 6,6 Mpc (∼306 millions d'al).
La classe de luminosité de NGC 1025 est II.